# Albrecht Bedal
Albrecht Bedal (* 20. März 1947 in Schwarzenbach an der Saale) ist ein deutscher Bauhistoriker und Architekt.

## Leben
Albrecht Bedal wurde als letztes von drei Kindern des Malers, Graphikers, Heimatforschers und Museumsgründers Karl Bedal geboren. Die Politikerin Gudrun Lehmann ist seine ältere Schwester; Konrad Bedal, ebenfalls Bauhistoriker, sein älterer Bruder.
Bedal studierte Architektur an der Universität Karlsruhe. Anschließend trat er in den Dienst des Landes Baden-Württemberg ein und wurde Regierungsbaumeister. 1986 wurde er stellvertretender Hochbauamtsleiter der Stadt Schwäbisch Hall. Von 1991 bis 2002 war er Leiter des Hochbauamts. Von 2002 bis zu seiner Pensionierung 2012 übernahm er die Leitung des Kulturamts der Stadt Schwäbisch Hall. Von 1989 bis 2012 war er außerdem Leiter des Hohenloher Freilandmuseums Wackershofen.
Bedal lebt in Schwäbisch Hall und Pappenheim.

## Schriften (Auswahl)
- Ländliche Bauten aus dem fränkischen Württemberg. Schwäbisch Hall, 1991.
- Ländliches Hohenlohe: um Tauber, Kocher und Jagst. Erfurt: Sutton, 2004.
- Damals in Hohenlohe: die Dreißiger- bis Fünfzigerjahre. Erfurt: Sutton, 2010.
- Alte Bauernhäuser in Baden-Württemberg und seinen Freilichtmuseen. Schwäbisch Hall, 2018.
- Alte Bauernhäuser in Baden-Württemberg. Atlas der datierten ländlichen Gebäude der Zeit vor 1700. Stuttgart: Propyläum, 2025.